# آلتک لنسینگ
آلتک لنسینگ (انگلیسی: Altec Lansing) شرکت الکترونیک آمریکایی است، که در سال ۱۹۳۶ تأسیس شد.